# Epizeuxis
Die rhetorische Figur Epizeuxis ist eine unmittelbare, drei- oder mehrfache Wiederholung eines Wortes oder einer Gruppe von Worten.
Im Unterschied zur Geminatio handelt es sich nicht nur um eine Verdopplung, sondern um eine drei- oder mehrfache Wiederholung eines Wortes oder einer Wortgruppe. Die wiederholten Satzelemente sind dabei in einen syntaktischen Zusammenhang integriert.

## Beispiele
- Sehr, sehr, sehr gut
- „Aber wehe, wehe, wehe, Wenn ich auf das Ende sehe!!“ (Wilhelm Busch, Max und Moritz)
- „Drei Mal wahrlich, wahrlich, wahrlich, wahrlich, wahrlich, wahrlich, das sind wohl sechs Mal“ (Jacob Andreae in einer Predigt)
- „O horror, horror, horror.“ (Macbeth)
- „Nein! nein! nein! das kann nicht sein.“ (Friedrich Schiller, Die Räuber)[1]
- „Und ich düse, düse, düse, düse im Sauseschritt“ (Codo … düse im Sauseschritt)
- „Fakten, Fakten, Fakten“ (Nachrichtenmagazin Focus)